# Hipposideros crumeniferus
Hipposideros crumeniferus är en fladdermusart som först beskrevs av Charles Alexandre Lesueur och Petit 1807.  Hipposideros crumeniferus ingår i släktet Hipposideros och familjen rundbladnäsor. IUCN kategoriserar arten globalt som otillräckligt studerad. Inga underarter finns listade i Catalogue of Life.
Arten lever på centrala Timor. Den vistas där i skogar.